# Andreas Keller (Schauspieler)

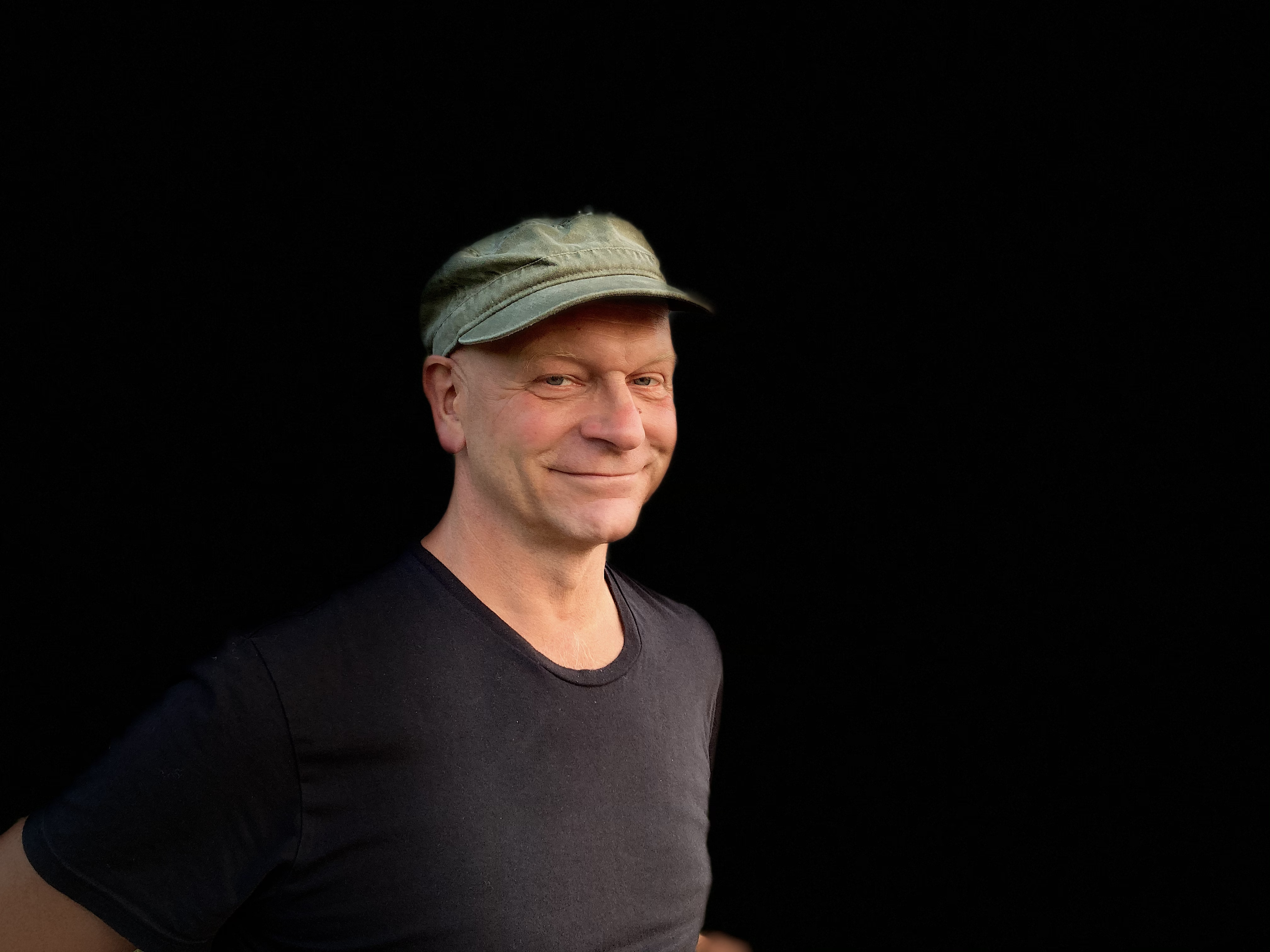
Andreas Keller (2020)

Andreas Keller (* 1958 in Leipzig) ist ein deutscher Schauspieler.

## Leben und Wirken
Nach einer Ausbildung zum Elektromechaniker studierte Keller von 1979 bis 1981 Schauspiel an der Theaterhochschule „Hans Otto“ in Leipzig und von 1981 bis 1983 im Studio Karl-Marx-Stadt. Es folgten Theaterengagements am Landestheater Altenburg, am Theater der Stadt Magdeburg, bei den Ruhrfestspielen Recklinghausen, am Theater Essen, Bremer Theater, Staatstheater Schwerin. Seit 2002 gehört er zum Ensemble des Schauspiel Leipzig.
Stationen und Gasttätigkeiten in seiner freien Tätigkeit zwischen 1997 und 2001 waren: Bad Hersfelder Festspiele, Volksbühne in Berlin, Renaissance-Theater Berlin, Theater an der Parkaue Berlin, Schauspiel Leipzig, Bremer Theater, Staatstheater Schwerin.
Er spielte in Verfilmungen nach Clemens Meyer mit.

## Filmografie (Auswahl)
- 1988: Jeder träumt von einem Pferd (Fernsehfilm)
- 1989: Rita von Falkenhain (Fernsehserie)
- 2012: Von Hunden und Pferden (Regie: Thomas Stuber)
- 2013: SOKO Leipzig
- 2014: Als wir träumten (Regie: Andreas Dresen)
- 2020: WaPo Bodensee – Vom Fischer und seiner Frau (Regie: Jörg Schneider)
- 2021: Polizeiruf 110: An der Saale hellem Strande (Regie: Thomas Stuber)
- 2024: Polizeiruf Der Dicke liebt (Regie Thomas Stuber)

## Theaterrollen (Auswahl)
- 2008: in Die Schock-Strategie. Hamlet von Naomi Klein / William Shakespeare (Regie: Jorine Dröse),  Centraltheater Leipzig
- 2008: in Macbeth von William Shakespeare (Regie: Sebastian Hartmann), Centraltheater Leipzig
- 2009: in The Black Rider. The Casting of the Magic Bullets von William Burroughs, Tom Waits und Robert Wilson (Regie: Jorinde Dröse), Centraltheater Leipzig
- 2009: Lopachin in Der Kirschgarten von Anton Tschechow (Regie: Sebastian Hartmann), Centraltheater Leipzig
- 2009: in Vielleicht - vielleicht auch nicht von Gabriele D’Annunzio (Regie: Martin Laberenz), Centraltheater Leipzig
- 2009: in Der Prozess von Franz Kafka (Regie: Sebastian Hartmann), Centraltheater Leipzig
- 2009: in Der Tag des Opritschniks von Vladimir Sorokin (Regie: Mirko Borscht), Centraltheater Leipzig
- 2010: in Unfun von Matias Faldbakken (Regie: Mirko Borscht), Centraltheater Leipzig
- 2010: in Die Nacht, die Lichter von Clemens Meyer (Regie: Sascha Hawemann), Centraltheater Leipzig
- 2010: in Medea nach Euripides (Regie: Clemens Schönborn), Centraltheater Leipzig
- 2010: in Die Räuber von Friedrich Schiller (Regie: Martin Laberenz), Centraltheater Leipzig
- 2011: in Sirk the East - Der Traum von Hollywood von Clemens Meyer und Sascha Hawemann (Regie: Sascha Hawemann),  Centraltheater Leipzig
- 2011: in Die WildeWeiteWeltSchau (Regie: Rainald Grebe), Centraltheater Leipzig
- 2011: in Penthesilea von Heinrich von Kleist (Regie: Robert Borgmann), Centraltheater Leipzig
- 2012: in Die Dritte Generation von Rainer Werner Fassbinder (Regie: Sascha Hawemann),  Centraltheater Leipzig
- 2012: in "Grimms Märchen" (Regie: Rainald Grebe), Centraltheater Leipzig
- 2012: in Von morgens bis mitternachts von Georg Kaiser (Regie: Christiane Pohle), Centraltheater Leipzig
- 2012: in Pulverfass von Dejan Dukovski (Regie: Sascha Hawemann),  Centraltheater Leipzig
- 2013: in "Der Schneesturm" von Vladimir Sorokin (Regie: Sebastian Hartmann), Centraltheater Leipzig
- 2015: Robert Dudley, Graf von Leicester in Maria Stuart von Friedrich Schiller (Regie: Georg Schmiedleitner), Schauspiel Leipzig
- 2015: Theseus/Oberon in Ein Sommernachtstraum von William Shakespeare (Regie: Philipp Preuss), Schauspiel Leipzig
- 2015: Selsdon Mowbray, Einbrecher in Der nackte Wahnsinn von Michael Frayn (Regie: Enrico Lübbe), Schauspiel Leipzig
- 2016: Koch-Mike / Rebhuhn in Kruso von Lutz Seiler (Regie: Armin Petras), Schauspiel Leipzig
- 2017: in Peer Gynt von Henrik Ibsen (Regie: Philipp Preuss), Schauspiel Leipzig
- 2017: Vater in Tschick von Wolfgang Herrndorf (Regie: Yves Hinrichs), Schauspiel Leipzig
- 2018: Osvald in Gespenster oder Denkwürdigkeiten eines Nervenkranken nach Henrik Ibsen / Daniel Paul Schreber (Regie: Philipp Preuss), Schauspiel Leipzig
- 2018: Der Direktor in Sechs Personen suchen einen Autor von Luigi Pirandello (Regie: Moritz Sostmann), Schauspiel Leipzig
- 2018: Herr Fassbender in Ännie von Thomas Melle (Regie: Yves Hinrichs), Schauspiel Leipzig
- 2019: Obergruppenführer Heitler in Jeder stirbt für sich allein / Die Leipziger Meuten nach Hans Fallada (Regie: Armin Petras), Schauspiel Leipzig
- 2019: Kurfürst in Prinz Friedrich von Homburg von Heinrich von Kleist (Regie: Philipp Preuss), Schauspiel Leipzig
- 2020: In Brennende Erde. Projekt von Regine Dura & Hans-Werner Kroesinger, Schauspiel Leipzig
- 2020: Butler in Der Besuch der alten Dame von Friedrich Dürrenmatt (Regie: Nuran David Calis), Schauspiel Leipzig
- 2021: in Das Schloss nach Texten von Franz Kafka (Regie: Philipp Preuss), Schauspiel Leipzig
- 2022: in Letzter Aufguss im Rahmen von „Pay Attention!“ (Regie: Kollektiv DARUM), Schauspiel Leipzig
- 2023: in Die Wiedervereinigung der beiden Koreas von Joël Pommerat (Regie: Tilo Krügel), Schauspiel Leipzig
- 2023: Dogsborough in Der aufhaltsame Aufstieg des Arturo Ui von Bertolt Brecht (Regie: Nuran David Calis), Schauspiel Leipzig
- 2023: Albert Papenbrock / De Rosny in Jahrestage. Erster Teil nach dem Roman von Uwe Johnson (Regie: Anna-Sophie Mahler), Schauspiel Leipzig
- 2023: Stern 111, vollständige Lesung des Romans Stern 111 von Lutz Seiler mit verschiedenen Gästen (bisher: Thorsten Merten, Lutz Seiler, Ralf Donis, Marion Brasch, Thomas Dehler, Christian Kuchenbuch, Anja Schneider)
- 2024: Jahrestage. Zweiter Teil nach dem Roman von Uwe Johnson (Regie: Anna-Sophie Mahler), Schauspiel Leipzig
- 2024: Arsen und Spitzenhäubchen von Joseph Kesselring (Regie: Tina Lanik), Schauspiel Leipzig

## Auszeichnungen
- 1990: Hersfeld-Preis für Uraufführung Hans Kohlhaas von Harald Müller
- 2018: Leipziger Theaterpreis 2018[2]